# Pascal FEOS
Pascal FEOS (* 11. März 1968 in Bad Nauheim, Hessen; † 9. Mai 2020, bürgerlich Paschalis Dardoufas) war ein deutscher DJ, Produzent und Labelbetreiber in der elektronischen Musikszene. Zusammen mit Maik Maurice Diehl bildete er den Live-Act Resistance D und veröffentlichte zudem Lieder unter dem Pseudonym Sonic Infusion. Bis 2011 gehörte er neben Gabriel Le Mar und Alex Azary zum Produzententeam des Ambient-Projektes Aural Float. Er betrieb die Plattenlabel levelNONzero Recordings sowie Need for Groove.

## Namensgebung
Sein Name FEOS entstand in Bezug auf seinen minimalistischen Musikstil aus einem Akronym aus „From the Essence of Minimalistic Sound“. Das M wurde jedoch ausgelassen, weil es sich nicht gut anhörte. Eine frühere Schreibvariante des Namens war Pascal F.E.O.S.

## Leben
Pascal FEOS, der griechischer Abstammung war, erfuhr seine prägenden Diskotheken-Erlebnisse wie viele andere seiner DJ-Kollegen in den 1980er Jahren, als die angesagten Sounds jener Zeit in den Musikrichtungen Italo Disco und Hi-NRG lagen. Später fanden auch noch die etwas härteren Richtungen wie EBM dazu. Zu dem Zeitpunkt als durch House und Acid die elektronische Musik zu einem Massenphänomen wurde, fand Pascal FEOS 1984 als DJ seinen Einstieg in die deutsche Technoszene. Er legte in Discotheken wie dem Dorian Gray, Omen sowie U60311 in Frankfurt am Main, dem Warehouse in Köln und dem Tempel in München auf. 1989 trafen sich Maik Maurice Diehl und Pascal FEOS in einem Club und entschieden sich zusammen Musik zu produzieren. Als Anfang der 1990er Jahre Techno als neue Musikrichtung eine dominierende Stelle in den Discotheken einzunehmen begann, traten die beiden 1990 als Live-Act unter dem Namen Resistance D erstmals auf. Mit ihrer ersten Veröffentlichung Cosmic Love aus dem Jahr 1990, die als Whitelabel in einer Auflage von 500 Stück erschien, wurden sie zu Pionieren der neuen Musikrichtung Trance.
Neben Resistance D arbeitete er auch am Projekt Sonic Infusion. Die Veröffentlichungen beider Projekte erschienen auf Sven Väths Labels Eye Q Records und Harthouse. Auf diesen beiden Labels entstand mit der Musikrichtung Trance der sogenannte Sound of Frankfurt. 1994 gründete er zusammen mit Gabriel Le Mar und Alex Azary das Ambient-Musikprojekt Aural Float. Als Trance 1995 seinen Höhepunkt erreichte, gründete Pascal FEOS zusammen mit Alex Azary die Labels Elektrolux, HeyBabe und Planet Vision. Besonders Elektrolux entwickelte sich sehr erfolgreich und galt als wichtiges Label für Ambient, Dub und Lounge-Musik. Auf dem Label erschien im Jahr der Gründung auch das erste Album von Aural Float mit dem Titel Introspectives. Pascal FEOS selbst veröffentlichte in den Folgejahren zahlreiche Produktionen. 1999 erschien das erste Album von Pascal FEOS mit dem Titel From The Essence Of Minimalistic Sound.
Auf dem im Jahr 2000 erschienenen Album Remixed befinden sich Remixe von Pascal FEOS’ eigenen Tracks, die befreundete Künstler wie Ricardo Villalobos, Timo Maas, Thomas Schumacher, Chris Liebing oder WJ Henze angefertigt hatten. Nachdem es um Sonic Infusion etwa ruhiger geworden war, veröffentlichte er mit diesem Projekt im Jahr 2002 ein neues Album mit dem Titel Formatted und mit Self Reflexion im Jahr 2003 eine neue Single unter seinem eigenen Namen.
2004 gründete er sein neues Label levelNONzero Records auf dem später weitere Pascal FEOS Studioalben sowie zahlreiche Singles veröffentlicht wurden. 2006 erschien ein Album mit dem Titel Synaptic.
Auch das vierte Album Terrabong (Februar 2010) wurde auf dem eigenen Label levelNONzero Records veröffentlicht. Nach dreijähriger Produktionszeit folgte im Mai 2013 mit Departed 2 Return sein erstes Doppelalbum.
Neben vielen Auftritten auf der ganzen Welt, eigenen Musikproduktionen und seiner Arbeit als Chef eines eigenen Musiklabels hat Pascal FEOS auch Remixe für Künstler wie Jean Michel Jarre, Sven Väth, Laurent Garnier oder Anne Clark angefertigt.
Er verstarb im Mai 2020 im Alter von 52 Jahren an den Folgen eines Magenkarzinoms.

## Diskografie (Auswahl)

### Alben
- 1993: Edenhouse – Never Mind
- 1999: Pascal F.E.O.S. – From The Essence Of Minimalistic Sound (PV)
- 2002: Sonic Infusion – Formatted (Planet Vision)
- 2003: Pascal F.E.O.S. – Self Reflexion (PV)
- 2006: Pascal F.E.O.S. – Synaptic (LNZ)
- 2010: Pascal FEOS – Terra Bong! (LNZ)
- 2013: Pascal FEOS – Departed 2 Return (LNZ)

### Singles und EPs
- 1994: Pascal F.E.O.S. vs. Mike Maurice Resistance D. – Airwalker (HH36)
- 1995: Pascal F.E.O.S. vs. M/S/O – Our Music
- 1996: Aural Float – Introspectives (E10)
- 1996: Mark Spoon & Pascal F.E.O.S. – The City (Bigger & Better) (Ovum)
- 1998: Pascal F.E.O.S. vs. M/S/O – Ideas & Experience (PV 014)
- 1999: Resistance D – Feel High (Vision 019)
- 1999: Aural Float – New Frontiers (E100100)
- 2000: Pascal F.E.O.S. – I can feel that/Remix (PV 023)
- 2000: Pascal F.E.O.S. – Are U tranquilizied? (PV 026)
- 2000: Pascal F.E.O.S. & Petar Dundov – Sidechained (PV 030)
- 2001: Pascal F.E.O.S. – Organic Protection (Cocoon Recordings)
- 2005: Pascal FEOS – I can feel that (OMY 001)
- 2005: Pascal FEOS – Tres O Tres (LNZ 004)
- 2005: Aural Float – Beautiful Someday CD (Elux)
- 2006: Pascal FEOS & M/S/O – Further & Further (LNZ 005)
- 2007: Pascal FEOS & Chris Wood – Details CD (LNZ 004)
- 2007: Pascal FEOS & Marc Miroir – Rezolution (LNZ 012)
- 2008: Pascal FEOS – Endless Summer (LNZ 020)
- 2009: Pascal FEOS & Domenic D’Agnelli – Free your mind (LNZ 030)
- 2009: Pascal FEOS & M/S/O – Luv (LNZ 023)
- 2010: Pascal FEOS & Frank Leicher – Wilde Wälse (Hive Rec.)
- 2010: Pascal FEOS – Girlfunk (Touched)
- 2010: Pascal FEOS & Guido Schneider – Saftig/Halb trocken (Highgrade 083)

### Remixe
- 1999: Elektrochemie LK – Schall (Pascal FEOS Remix)
- 2000: Azzido Da Bass – Dooms Night (Pascal FEOS Treatment Mix)
- 2001: RMB – Horizon (Resistance D. Remix)
- 2001: Ramirez – Orgasmico (Pascal FEOS Remix)
- 2003: Tim Xavier – Theatre of Sound (Pascal FEOS Treatment)
- 2003: Naoki Kenji – Journey (Pascal FEOS Remix)
- 2003: Chris Zander – Prague Spring (Pascal FEOS Remix)
- 2007: Björn Wilke – R U Ready Ralph (Pascal FEOS Treatment)
- 2009: Dune – Tagträume (Pascal FEOS Treatment)
- 2010: Martin Woerner – Braintwister (Pascal FEOS & Frank Leicher Remix)

### DJ-Mix
- 2001: hr3 & XXL Clubnight Volume 4
- 2003: In The Mix: Rize And Fall (Cocoon Recordings)